# Chaupāran
Chaupāran är en ort i Indien.   Den ligger i delstaten Jharkhand, i den östra delen av landet, 900 km sydost om huvudstaden New Delhi. Chaupāran ligger 407 meter över havet och antalet invånare är 167 246.
Terrängen runt Chaupāran är platt åt sydost, men åt nordväst är den kuperad. Runt Chaupāran är det tätbefolkat, med 297 invånare per kvadratkilometer. Chaupāran är det största samhället i trakten. Trakten runt Chaupāran består till största delen av jordbruksmark.